# VZV Njord
VZV Njord is een zwemvereniging uit het Noord-Brabantse Veldhoven. De club werd opgericht in 1942 en is een van de grootste zwemverenigingen van Nederland. De club is aangesloten bij de KNZB en heeft onderwaterhockey teams bij de NOB zitten. Naast wedstrijdsport wordt er ook leszwemmen en recreatief zwemmen aangeboden. Thuisbasis is zwembad City Sport in Veldhoven

## Wedstrijdzwemmen
De wedstrijdploeg van VZV Njord kwam de laatste jaren uit in de KNZB Zwemcompetitie in de 1e klasse van Regio Zuid. Op een uitzondering na tijdens het seizoen 2016-17 in de 2e Klasse, werd er sinds het seizoen 2007-08 in deze klasse gezwommen. Na gepromoveerd te zijn komt de vereniging in het seizoen 2019-20 uit in de landelijke C-klasse. Naast de reguliere zwemcompetitie wordt er gezwommen in de afdeling Masters zwemmen en het Open water circuit.

## Waterpolo
In het seizoen 2018-19 telde VZV Njord zestien teams in de KNZB waterpolocompetitie, waarvan vier herenteams, twee damesteams en de rest jeugdteams. De eerste teams van de heren en dames spelen allebei op bondsniveau, respectievelijk de 3e klasse D en de 2e klasse B. Meerdere jeugdteams spelen op bondsniveau, jongens onder 17 in de Eerste divisie, jongens onder 15 en meisjes onder 15 in de Eredivisie.

## Onderwaterhockey
Sinds 1 juni 2002 wordt er bij VZV Njord ook onderwaterhockey gespeeld. De vereniging heeft twee volwassen- en drie jeugdteams die competitief onderwaterhockey spelen.
Zowel het senioren- als het jeugdteam zijn Nederlands kampioen geworden in het verleden. Njord heeft daarnaast ook meerdere keren spelers voor het nationale team geleverd.